# Mount Turner (British Columbia/Alaska)
Mount Turner är ett berg i Kanada.   Det ligger i provinsen British Columbia, i den västra delen av landet, 4 300 km väster om huvudstaden Ottawa. Toppen på Mount Turner är 2 381 meter över havet.
Terrängen runt Mount Turner är huvudsakligen mycket bergig.Trakten runt Mount Turner är nära nog obefolkad, med mindre än två invånare per kvadratkilometer.. Det finns inga samhällen i närheten.
Trakten runt Mount Turner är permanent täckt av is och snö.